# The Glass House
The Glass House is een Amerikaanse psychologische thriller uit 2001, geregisseerd door Daniel Sackheim.

## Verhaal
Na de dood van hun ouders worden broer en zus Ruby en Rhett Baker geadopteerd door de beste vrienden van hun ouders Terry en Erin Glass, die een heel mooi en bijzonder huis hebben in Malibu. Als snel merkt de attente Ruby het vreemde gedrag van het echtpaar Glass op en beseft dat ze niet zo vriendelijk en sympathiek zijn als ze op het eerste gezicht lijken. Bovendien leidt hun gedrag zelfs tot in het verleden van de familie Baker.

## Rolverdeling
- Leelee Sobieski als Ruby Baker
- Stellan Skarsgård als Terrence "Terry" Glass
- Diane Lane als Erin Glass
- Bruce Dern als Alvin Begleiter
- Kathy Baker als Nancy Ryan
- Trevor Morgan als Rhett Baker
- Chris Noth als Jack Avery
- Rita Wilson als Grace Avery-Baker
- Michael O'Keefe als Dave Baker
- Vyto Ruginis als Don
- Gavin O'Connor als Whitey
- Carly Pope als Tasha
- China Shavers als E.B.
- Agnes Bruckner als Zoe
- Rachel Wilson als Hannah
- Rutanya Alda als adjunct-directeur
- John Billingsley als rijinstructeur

## Achtergrond
De film ontving over het algemeen negatieve recensies en bracht slechts $ 23 miljoen op, met een productiebudget van $ 30 miljoen. De belangrijkste reden voor het financiële falen van de film was het feit dat de film drie dagen na de aanslagen van 11 september werd uitgebracht.